# Messier 40
Messier 40 (také M40 či Winnecke 4) je málo jasná optická dvojhvězda v souhvězdí Velké medvědice s magnitudou 8,4.
Objevil ji Charles Messier 24. října 1764
když hledal mlhovinu, která se v této oblasti měla nacházet, jak tvrdil Johannes Hevelius (autor díla Prodromus Astronomiae). Místo mlhoviny v této oblasti Messier našel dvojhvězdu, kterou zapsal do svého katalogu mlhovin a hvězdokup s tímto popisem: "Nad ocasem Velké medvědice jsem hledal mlhovinu, která je vyznačená ve druhém vydání knihy Figure of the Stars (Obrazce hvězd) … V této oblasti jsem našel dvě stejně jasné navzájem velmi blízké hvězdy kolem 9. magnitudy, které leží na začátku ocasu Velké medvědice … Dá se předpokládat, že Hevelius tyto dvě hvězdy omylem považoval za mlhovinu."
V roce 1863 ji znovu pozoroval August Winnecke. V roce 1991 byla úhlová vzdálenost mezi složkami této dvojhvězdy 52,8" a jejich rozestup se postupně zvětšuje. Astrometrická data ze sondy Gaia v roce 2016 podpořila všeobecnou shodu, že jde o optickou dvojhvězdu, nikoli o fyzicky vázanou dvojhvězdu.
Sloučením dat ze sond Hipparcos a Gaia byly na základě paralaxy určeny vzdálenosti obou hvězd od Země: jasnější hvězda (HD 238107) je vzdálena 1 140 ±100 ly a slabší hvězda (HD 238108) 455 ±20 ly.

## Pozorování
Při hledání objektu na obloze je možné vyjít od hvězdy 3. magnitudy δ UMa, pokračovat 1° na severovýchod ke hvězdě s magnitudou 5,7 70 UMa a dalších 16' severovýchodně leží M40. Pozorovatelé s dalekohledy o průměru 100 mm a větším se mohou pokusit o nalezení spirální galaxie 12. magnitudy NGC 4290 12' západně od M40.